# الساحة (جريدة)
جريدة الساحة هي جريدة مصرية يملكها كل من مصطفى عبد الرحمن جاد وشهرته مصطفى جاد، ومحمد الدويك واحمد عبد المنعم ومصطفى الليثي.